# Ategumia longidentalis
Ategumia longidentalis is een vlinder uit de familie van de grasmotten (Crambidae). De wetenschappelijke naam van deze soort is voor het eerst voorgesteld als Mimorista longidentalis door Paul Dognin in een publicatie uit 1904.
De soort komt voor in Peru.